# Světový pohár ve skocích na lyžích 2010/2011
Světový pohár ve skocích na lyžích 2010/11 byl seriál závodů nejvyšší úrovně ve skocích na lyžích mužů. Světový pohár byl zahájen 27. listopadu 2010 ve finském Kuusamu, posledním závodem byl závod ve slovinské Planici 20. března 2011. Vítězem poháru se stal Rakušan Thomas Morgenstern.

## Výsledky

### Individuální závody
| Datum konání                                                   | Místo konání                       | Můstek                             | Vítěz                                     | Druhé místo         | Třetí místo           | Česká účast                                                                                           | Detaily |
| -------------------------------------------------------------- | ---------------------------------- | ---------------------------------- | ----------------------------------------- | ------------------- | --------------------- | --- | ------- |
| 28. 11. 2010                                                   | Kuusamo, Finsko                    | HS142                              | Andreas Kofler                            | Thomas Morgenstern  | Simon Ammann          | 17. Jakub Janda 18. Roman Koudelka 22. Jan Matura 35. Lukáš Hlava 47. Antonín Hájek                   |         |
| 1. 12. 2010                                                    | Kuopio, Finsko                     | HS127                              | Ville Larinto                             | Matti Hautamäki     | Simon Ammann          | 18. Jan Matura 30. Jakub Janda 38. Lukáš Hlava 42. Roman Koudelka 48. Borek Sedlák 50. Antonín Hájek  |         |
| 4. 12. 2010                                                    | Lillehammer, Norsko                | HS138                              | Thomas Morgenstern                        | Johan Remen Evensen | Tom Hilde             | 26. Jan Matura 31. Roman Koudelka 33. Jakub Janda 39. Borek Sedlák 40. Lukáš Hlava 47. Antonín Hájek  |         |
| 5. 12. 2010                                                    | Lillehammer, Norsko                | HS138                              | Thomas Morgenstern                        | Ville Larinto       | Simon Ammann          | 17. Jakub Janda 28. Lukáš Hlava 30. Jan Matura 33. Roman Koudelka 36. Borek Sedlák                    |         |
| 17. 12. 2010                                                   | Engelberg, Švýcarsko               | HS137                              | Thomas Morgenstern                        | Andreas Kofler      | Wolfgang Loitzl       | 15. Jakub Janda 18. Roman Koudelka 23. Lukáš Hlava 39. Borek Sedlák 46. Jan Matura                    |         |
| 18. 12. 2010                                                   | Engelberg, Švýcarsko               | HS137                              | Thomas Morgenstern                        | Adam Małysz         | Matti Hautamäki       | 14. Roman Koudelka 26. Borek Sedlák 35. Jakub Janda 42. Lukáš Hlava 42. Antonín Hájek                 |         |
| 19. 12. 2010                                                   | Engelberg, Švýcarsko               | HS137                              | Andreas Kofler                            | Thomas Morgenstern  | Adam Małysz           | 25. Jan Matura 37. Jakub Janda 42. Roman Koudelka 43. Lukáš Hlava                                     |         |
| Turné čtyř můstků ( 29. 12. - 6. 1. )                          |                                    |                                    |                                           |                     |                       | |         |
| 29. 12. 2010                                                   | Oberstdorf, Německo                | HS137                              | Thomas Morgenstern                        | Matti Hautamäki     | Manuel Fettner        | 30. Jakub Janda 34. Lukáš Hlava 43. Borek Sedlák 49. Jan Matura                                       |         |
| 1. 1. 2011                                                     | Garmisch-Partenkirchen, Německo    | HS140                              | Simon Ammann                              | Pavel Karelin       | Adam Małysz           | 17. Roman Koudelka 31. Jakub Janda 32. Borek Sedlák 37. Jan Matura 43. Lukáš Hlava                    |         |
| 3. 1. 2011                                                     | Innsbruck, Rakousko                | HS130                              | Thomas Morgenstern                        | Adam Małysz         | Tom Hilde             | 16. Roman Koudelka 27. Lukáš Hlava 31. Jakub Janda 41. Borek Sedlák 45. Jan Matura                    |         |
| 6. 1. 2011                                                     | Bischofshofen, Rakousko            | HS140                              | Tom Hilde                                 | Thomas Morgenstern  | Andreas Kofler        | 25. Roman Koudelka 29. Borek Sedlák 31. Jan Matura 41. Jakub Janda 46. Lukáš Hlava                    |         |
| Turné čtyř můstků - celkové pořadí                             | Turné čtyř můstků - celkové pořadí | Turné čtyř můstků - celkové pořadí | Thomas Morgenstern                        | Simon Ammann        | Tom Hilde             | 30. Roman Koudelka 33. Jakub Janda 34. Borek Sedlák 35. Lukáš Hlava 42. Jan Matura                    |         |
| Konec Turné čtyř můstků                                        |                                    |                                    |                                           |                     |                       | |         |
| 8. 1. 2011                                                     | Harrachov, Česko                   | HS205                              | Martin Koch                               | Thomas Morgenstern  | Adam Małysz           | 10. Roman Koudelka 11. Jan Matura 19. Borek Sedlák 22. Jakub Janda 36. Antonín Hájek 38. Lukáš Hlava  |         |
| 9. 1. 2011                                                     | Harrachov, Česko                   | HS205                              | Thomas Morgenstern                        | Simon Ammann        | Roman Koudelka        | 3. Roman Koudelka 10. Borek Sedlák 20. Jan Matura 27. Lukáš Hlava 31. Jakub Janda 38. Antonín Hájek   |         |
| 15. 1. 2011                                                    | Sapporo, Japonsko                  | HS134                              | Severin Freund                            | Thomas Morgenstern  | Adam Małysz           | 10. Jan Matura 12. Roman Koudelka 25. Lukáš Hlava 44. Borek Sedlák                                    |         |
| 16. 1. 2011                                                    | Sapporo, Japonsko                  | HS134                              | Andreas Kofler                            | Severin Freund      | Thomas Morgenstern    | 4. Jan Matura 6. Roman Koudelka 32. Borek Sedlák 35. Lukáš Hlava                                      |         |
| 21. 1. 2011                                                    | Zakopane, Polsko                   | HS134                              | Adam Małysz                               | Andreas Kofler      | Severin Freund        | 15. Roman Koudelka 30. Borek Sedlák 36. Jakub Janda 39. Jan Matura 44. Lukáš Hlava                    |         |
| 22. 1. 2011                                                    | Zakopane, Polsko                   | HS134                              | Simon Ammann                              | Thomas Morgenstern  | Tom Hilde             | 19. Roman Koudelka 30. Borek Sedlák 35. Jan Matura 37. Jakub Janda 40. Lukáš Hlava 46. Ondřej Vaculík |         |
| 23. 1. 2011                                                    | Zakopane, Polsko                   | HS134                              | Kamil Stoch                               | Tom Hilde           | Michael Uhrmann       | 25. Borek Sedlák 25. Lukáš Hlava 34. Ondřej Vaculík 39. Roman Koudelka 43. Jakub Janda                |         |
| 30. 1. 2011                                                    | Willingen, Německo                 | HS145                              | Severin Freund                            | Martin Koch         | Simon Ammann          | 14. Roman Koudelka 17. Jakub Janda 30. Borek Sedlák 42. Jan Matura 43. Martin Cikl 47. Ondřej Vaculík |         |
| 2. 2. 2011                                                     | Klingenthal, Německo               | HS140                              | Kamil Stoch                               | Thomas Morgenstern  | Simon Ammann          | 6. Roman Koudelka 18. Jakub Janda 30. Ondřej Vaculík 34. Jan Matura 47. Borek Sedlák 49. Martin Cikl  |         |
| 5. 2. 2011                                                     | Oberstdorf, Německo                | HS213                              | Martin Koch                               | Tom Hilde           | Gregor Schlierenzauer | 13. Roman Koudelka 26. Lukáš Hlava 31. Jakub Janda 40. Jan Matura                                     |         |
| 12. 2. 2011                                                    | Vikersund, Norsko                  | HS225                              | Johan Remen Evensen Gregor Schlierenzauer |                     | Simon Ammann          | 20. Jakub Janda 23. Roman Koudelka 27. Lukáš Hlava 29. Borek Sedlák 31. Jan Matura                    |         |
| 13. 2. 2011                                                    | Vikersund, Norsko                  | HS225                              | Gregor Schlierenzauer                     | Johan Remen Evensen | Adam Małysz           | 17. Jakub Janda 26. Lukáš Hlava 31. Borek Sedlák 34. Jan Matura 38. Roman Koudelka                    |         |
| Mistrovství světa v klasickém lyžování 2011 ( 22. 2. - 6. 3. ) |                                    |                                    |                                           |                     |                       | |         |
| 13. 3. 2011                                                    | Lahti, Finsko                      | HS130                              | Simon Ammann                              | Andreas Kofler      | Severin Freund        | 12. Roman Koudelka 22. Jakub Janda 23. Lukáš Hlava 24. Jan Matura 47. Borek Sedlák                    |         |
| 18. 3. 2011                                                    | Planica, Slovinsko                 | HS215                              | Gregor Schlierenzauer                     | Thomas Morgenstern  | Martin Koch           | 23. Jan Matura 24. Roman Koudelka 28. Jakub Janda                                                     |         |
| 20. 3. 2011                                                    | Planica, Slovinsko                 | HS215                              | Kamil Stoch                               | Robert Kranjec      | Adam Małysz           | 13. Jan Matura 19. Roman Koudelka                                                                     |         |

### Závody družstev
| Datum konání | Místo konání        | Můstek | Vítěz                                                                            | Druhé místo                                                              | Třetí místo                                                             | Česká účast                                                    | Detaily |
| ------------ | ------------------- | ------ | -------------------------------------------------------------------------------- | ------------------------------------------------------------------------ | ----------------------------------------------------------------------- | -------------------------------------------------------------- | ------- |
| 27. 11. 2010 | Kuusamo, Finsko     | HS142  | Rakousko Thomas Morgenstern Wolfgang Loitzl Andreas Kofler Gregor Schlierenzauer | Norsko Bjørn Einar Romøren Anders Bardal Anders Jacobsen Tom Hilde       | Japonsko Šohei Točimoto Noriaki Kasai Taku Takeuči Daiki Ito            | 10. místo Roman Koudelka Lukáš Hlava Jakub Janda Antonín Hájek |         |
| 29. 1. 2011  | Willingen, Německo  | HS145  | Rakousko Gregor Schlierenzauer Martin Koch Andreas Kofler Thomas Morgenstern     | Německo Michael Uhrmann Martin Schmitt Michael Neumayer Severin Freund   | Polsko Kamil Stoch Piotr Żyła Stefan Hula Adam Małysz                   | 8. místo Jakub Janda Borek Sedlák Jan Matura Roman Koudelka    |         |
| 6. 2. 2011   | Oberstdorf, Německo | HS213  | Rakousko Thomas Morgenstern Andreas Kofler Gregor Schlierenzauer Martin Koch     | Norsko Johan Remen Evensen Anders Jacobsen Bjørn Einar Romøren Tom Hilde | Německo Michael Neumayer Richard Freitag Michael Uhrmann Severin Freund | 8. místo Lukáš Hlava Jan Matura Jakub Janda Roman Koudelka     |         |
| 12. 3. 2011  | Lahti, Finsko       | HS130  | Rakousko Gregor Schlierenzauer Martin Koch Andreas Kofler Thomas Morgenstern     | Norsko Anders Bardal Johan Remen Evensen Anders Jacobsen Tom Hilde       | Polsko Tomasz Byrt Piotr Żyła Kamil Stoch Adam Małysz                   | 8. místo Roman Koudelka Borek Sedlák Jan Matura Lukáš Hlava    |         |
| 19. 3. 2011  | Planica, Slovinsko  | HS215  | Rakousko Thomas Morgenstern Andreas Kofler Martin Koch Gregor Schlierenzauer     | Norsko Anders Bardal Johan Remen Evensen Bjørn Einar Romøren Tom Hilde   | Slovinsko Peter Prevc Jernej Damjan Jurij Tepeš Robert Kranjec          | 6. místo Jakub Janda Borek Sedlák Jan Matura Roman Koudelka    |         |

## Konečné pořadí

### Celkově
| Pořadí |                       | Body |
| ------ | --------------------- | ---- |
| 1.     | Thomas Morgenstern    | 1757 |
| 2.     | Simon Ammann          | 1364 |
| 3.     | Adam Małysz           | 1153 |
| 4.     | Andreas Kofler        | 1128 |
| 5.     | Tom Hilde             | 903  |
| 6.     | Martin Koch           | 840  |
| 7.     | Severin Freund        | 769  |
| 8.     | Matti Hautamäki       | 764  |
| 9.     | Gregor Schlierenzauer | 761  |
| 10.    | Kamil Stoch           | 739  |
| 16.    | Roman Koudelka        | 382  |
| 27.    | Jan Matura            | 180  |
| 34.    | Jakub Janda           | 119  |
| 48.    | Borek Sedlák          | 56   |
| 50.    | Lukáš Hlava           | 53   |
| 82.    | Ondřej Vaculík        | 1    |

Kompletní pořadí na stránkách FIS.

### Lety na lyžích
| Pořadí |                       | Body |
| ------ | --------------------- | ---- |
| 1.     | Gregor Schlierenzauer | 475  |
| 2.     | Martin Koch           | 387  |
| 3.     | Thomas Morgenstern    | 378  |
| 4.     | Adam Małysz           | 347  |
| 5.     | Simon Ammann          | 311  |
| 6.     | Johan Remen Evensen   | 291  |
| 7.     | Tom Hilde             | 263  |
| 8.     | Robert Kranjec        | 242  |
| 9.     | Kamil Stoch           | 241  |
| 10.    | Matti Hautamäki       | 146  |
| 11.    | Roman Koudelka        | 133  |
| 23.    | Jan Matura            | 63   |
| 27.    | Borek Sedlák          | 40   |
| 29.    | Jakub Janda           | 37   |
| 41.    | Lukáš Hlava           | 18   |

Kompletní pořadí na stránkách FIS.

### Pohár národů
| Pořadí |          | Body |
| ------ | -------- | ---- |
| 1.     | Rakousko | 7508 |
| 2.     | Norsko   | 4683 |
| 3.     | Polsko   | 3239 |
| 4.     | Německo  | 3155 |
| 5.     | Finsko   | 2443 |
| 9.     | Česko    | 1091 |

Kompletní pořadí na stránkách FIS.